# CBS Reports
CBS Reports foi o título dado a uma série de documentários produzidos pela divisão de notícias da emissora CBS de 1959 até a década de 1990. CBS Reports foi exibido como uma série dentro de 60 Minutes, uma série independente ou simplesmente episódios especiais individuais. O programa foi exibido como uma série regular de 1959 a 1971. Episódios notáveis incluem "Haverst of Shame", sobre a saga dos trabalhadores migrantes nos Estados Unidos (produzido por Edward R. Murrow e vencedor do Prêmio Peabody), e "The Homosexuals", primeiro programa sobre a homossexualidade exibido numa rede comercial de televisão. "The Homosexuals" foi criticado por apresentar os homossexuais estadunidenses de maneira negativa.
O nome CBS Reports foi ressuscitado em 2008, com a série de reportagens "CBS Reports: Children of the Recession". No entanto, ao invés de um único documentário, consistia de várias reportagens em todas as plataformas da CBS. Katie Couric apresentou as reportagens. A série venceu o Prêmio Alfred DuPont da Columbia University Graduate School of Journalism. Em janeiro de 2010, uma segunda série apresentada por Couric, "CBS Reports: Where America Stands", foi exibida.
Uma porção do hino religioso tradicional "Simple Gifts" é usado como música-tema de CBS Reports.

## Origem
CBS Reports estreou em 27 de outubro de 1959.. O programa foi concebido como sucessor do influente See It Now de Edward R. Murrow, cujo episódio final havia sido exibido 15 meses antes e trazia diversos membros da equipe de produção de See It Now. Nos anos de 1959 e 1960, CBS Reports foi transmitido de maneira irregular, como uma série de episódios especiais.
A emissora deu a CBS Reports um horário regular no horário nobre em janeiro de 1961, às 22 horas nas quintas-feiras. Isso fez com que concorresse com programas extremamente populares como The Untouchables na ABC e Sing Along With Mitch na NBC. Consequentemente, um grande número de afiliadas da CBS decidiu não exibir CBS Reports, exibindo programas produzidos localmente no lugar.
Quando as emissoras enunciaram sua programação para o outono de 1962, Sing Along With Mitch e The Untouchables haviam sido movidos do horário de quinta-feira. Ainda assim, a CBS decidiu mover CBS Reports para as quartas-feiras às 19:30, explicando que "o horário mais cedo irá permitir que mais jovens assistam ao programa". No entanto, essa nova mudança colocou CBS Reports como concorrente de dois líderes de audiência, The Virginian na NBC e Wagon Train na ABC.
CBS Reports continuou a ser exibido às quartas-feiras até o outono de 1965, quando a CBS colocou Lost in Space no horário das 19:30 e mudou CBS Reports para as terças-feiras às 22:00, em concorrência com The Fugitive na ABC e Tuesday Night at the Movies na NBC.